# Tinsley Green
Tinsley Green est un village dans le West Sussex, en Angleterre. Il accueille chaque année le championnat du monde de billes,.